# Oktober 1981
Portal Geschichte | Portal Biografien | Aktuelle Ereignisse | Jahreskalender | Tagesartikel

◄ |
19. Jahrhundert |
20. Jahrhundert
| 21. Jahrhundert

◄ |
1950er |
1960er |
1970er |
1980er
| 1990er | 2000er | 2010er | ►

◄ |
1977 |
1978 |
1979 |
1980 |
1981
| 1982 | 1983 | 1984 | 1985 | ►

◄ |
Juli 1981 |
August 1981 |
September 1981 |
Oktober 1981 |
November 1981 |
Dezember 1981 |
Januar 1982 |
►
Dieser Artikel behandelt aktuelle Nachrichten und Ereignisse im Oktober 1981.

## Tagesgeschehen

### Freitag, 2. Oktober 1981

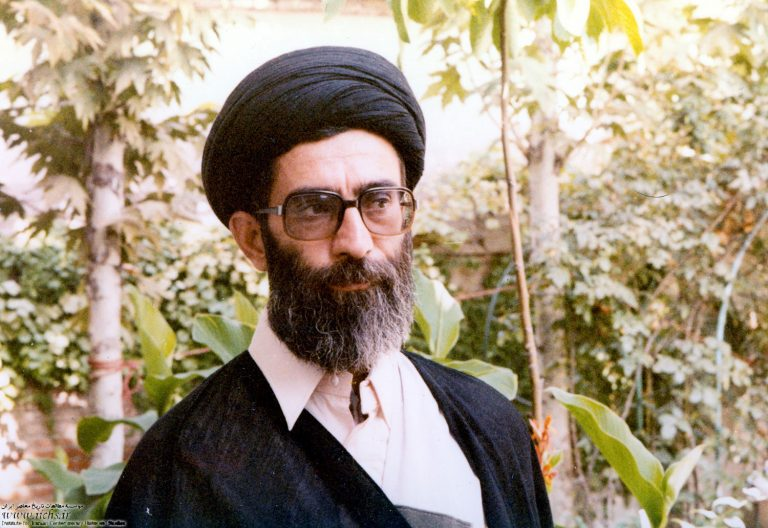
Ali Chamene'i

- Teheran/Iran: Bei der zweiten Präsidentschaftswahl des Jahres 1981 entscheiden sich nach Angaben der Wahlleitung circa 95 % der Stimmberechtigten für den geistlichen Gelehrten Ali Chamene'i als neuen Präsidenten. In diesem Amt wird Chamene'i zwar nicht iranischer Regierungschef sein, aber das zweithöchste Staatsamt bekleiden und sowohl repräsentative Aufgaben im Inland wahrnehmen als auch die internationale Vertretung der Islamischen Republik.[1]

### Samstag, 3. Oktober 1981
- Lisburn/Vereinigtes Königreich: Die Hungerstreikenden im nordirischen Maze-Gefängnis erklären ihren Streik für beendet. Seit dem Beginn der Bewegung im Oktober 1980 hungerten sich zehn Personen zu Tode, weil ihre wichtigste Forderung, die Behandlung als politische Gefangene im Kampf für ein vereintes Irland, nicht erfüllt wurde. Die Streikfront bröckelte in den letzten Monaten, als immer mehr Verwandte von Gefängnisinsassen in Missachtung der persönlichen Streikbereitschaft der Betroffenen medizinische Notfallhilfe veranlassten.[2]

### Sonntag, 4. Oktober 1981
- Graz/Österreich: Bei der vorverlegten Neuwahl zum Landtag der Steiermark verteidigt die ÖVP zum zweiten Mal in Folge ihre absolute Mehrheit der Stimmen. Die SPÖ verharrt, wie seit 1953 üblich, in der Spanne von 40 % bis 45 % und erreicht diesmal 42,72 %. Die FPÖ verliert ein Fünftel ihres Zuspruchs und erhält etwas mehr als 5 %.[3]

### Dienstag, 6. Oktober 1981

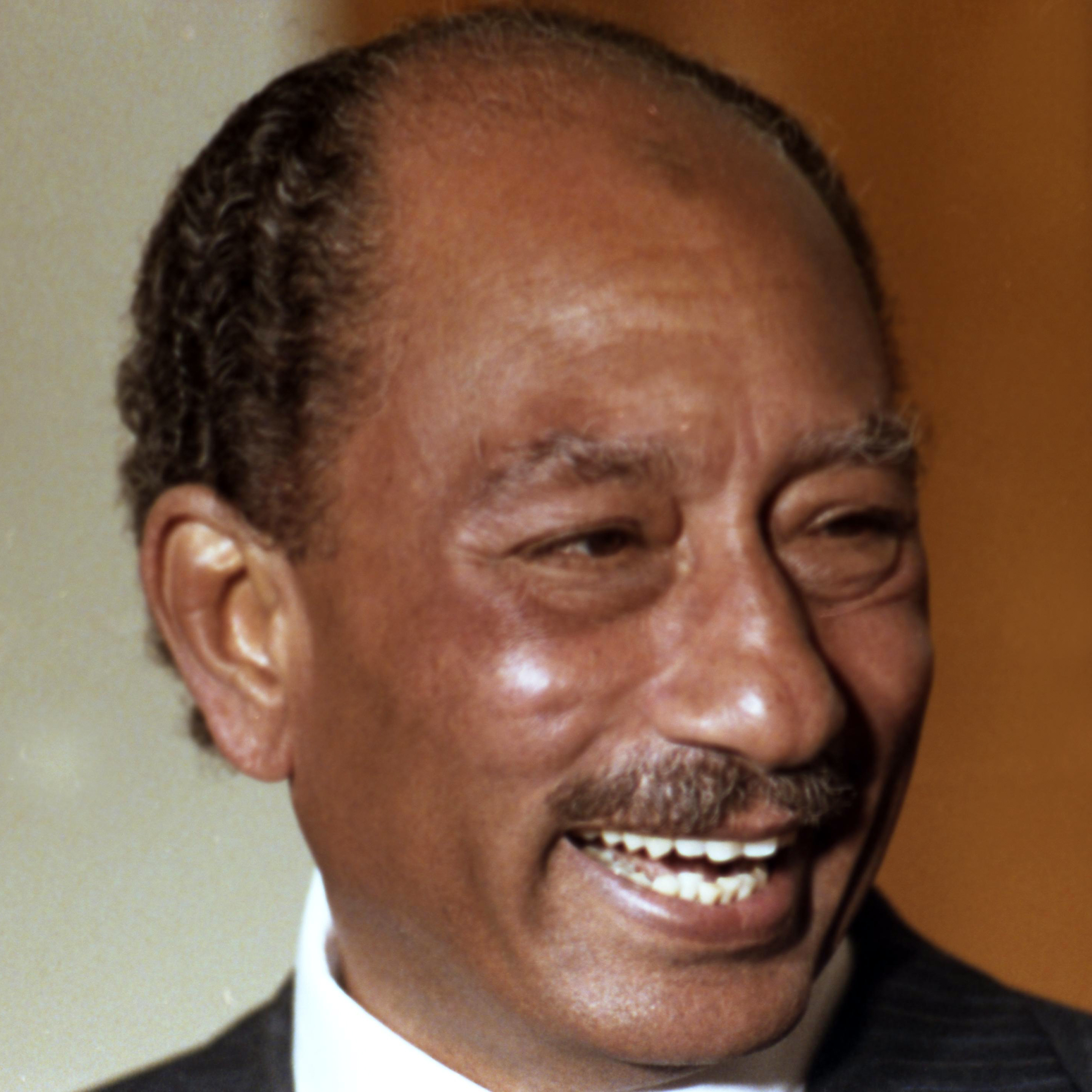
Anwar as-Sadat (1978)

- Kairo/Ägypten: Nach einer Verhaftungswelle gegen die Bewegung der Muslimbrüder erschießen radikalisierte Islamisten während einer Militärparade den ägyptischen Staatspräsidenten und Friedensnobelpreisträger Anwar as-Sadat, der sich u. a. für eine Aussöhnung mit Israel und für den Schutz der koptischen Minderheit in seinem Land einsetzte.[4]

### Donnerstag, 8. Oktober 1981
- Leipzig/Deutschland: Circa 200 Jahre nach der ersten Vorstellung im damaligen Konzertsaal im Gewandhaus wird am Karl-Marx-Platz der dritte Bau des Gewandhauses eingeweiht. Die zwei Säle bieten dem Gewandhausorchester eine neue Spielstätte, das nach Ende des Zweiten Weltkriegs in die Kongreßhalle ausgewichen war.[5]

### Freitag, 9. Oktober 1981
- Stockholm/Schweden: Den Nobelpreis für Physiologie oder Medizin werden in diesem Jahr der Amerikaner Roger Sperry „für seine Entdeckungen über die funktionelle Spezialisierung der Gehirnhemisphären“ sowie sein in Kanada geborener Landsmann David H. Hubel und der Schwede Torsten N. Wiesel „für ihre Entdeckungen über Informationsbearbeitung im Sehwahrnehmungssystem“ erhalten. Der 1905 in Bulgarien geborene Brite Elias Canetti erhält in diesem Jahr den Nobelpreis für Literatur. Der Autor, der seine Werke in Deutsch verfasst, wurde u. a. durch seine Erzählungen unter dem Titel Die Stimmen von Marrakesch berühmt.[6]

### Samstag, 10. Oktober 1981

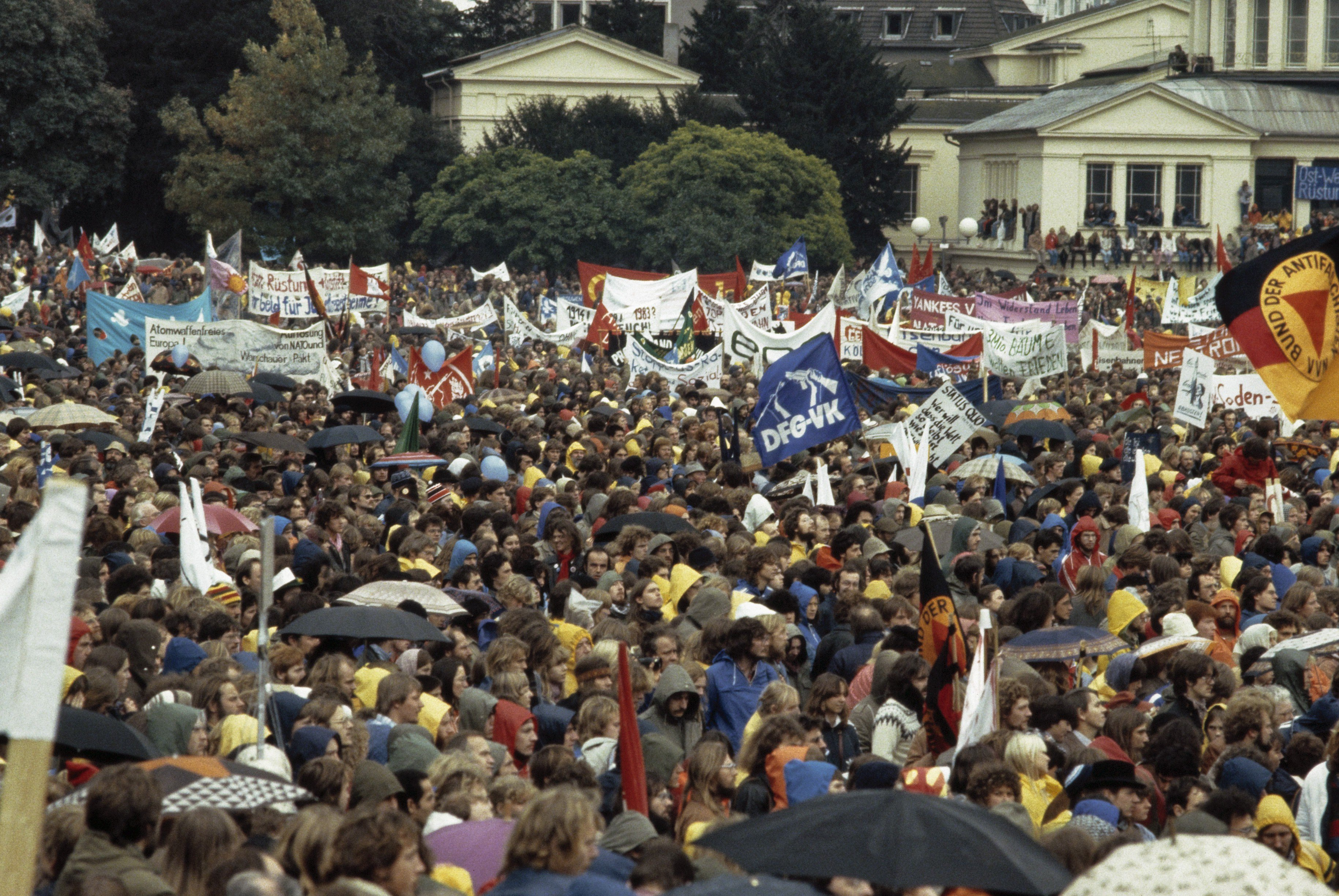
Großdemo in Bonn

- Bonn/Deutschland: Rund 300.000 Menschen versammeln sich im Hofgarten zu einer Friedensdemonstration unter dem Motto „Gegen die atomare Bedrohung gemeinsam vorgehen“. Zuvor äußerte die Bundestagsfraktion der Unionsparteien, die Demonstration diene „eindeutig dem Interesse Moskaus“, d. h. den Feinden der westlichen Welt. Ihr Antrag auf ein Verbot wurde abgelehnt.[7]

### Dienstag, 13. Oktober 1981
- Stockholm/Schweden: Der Amerikaner James Tobin wird in diesem Jahr „für seine Analyse der Finanzmärkte“ den Alfred-Nobel-Gedächtnispreis für Wirtschaftswissenschaften erhalten.[8]

### Mittwoch, 14. Oktober 1981
- Dunedin/Neuseeland: Als Staatsoberhaupt Queen Elizabeth II. im Verlauf ihres Besuchsprogramms ihren Wagen verlässt, fällt ein Schuss. Sachkundige identifizieren ihn als Gewehrschuss. Die Einsatzkräfte beteuern allerdings, es habe sich lediglich um das Geräusch eines zu Boden fallenden Schildes gehandelt, das zur Ausstattung der Polizei gehöre.[9]
- Oslo/Norwegen: Für die geleistete humanitäre Hilfe wird die Behörde des United Nations High Commissioners for Refugees (deutsch Hoher Flüchtlingskommissar der Vereinten Nationen, UNHCR) den diesjährigen Friedensnobelpreis erhalten.[10]

### Samstag, 17. Oktober 1981
- Bayern/Deutschland: Der Verein Deutsche Familienpartei e. V. gründet sich, um zur Landtagswahl in Bayern 1982 anzutreten. Vorgänger des Vereins war die Organisation „Mutter als Beruf“.[11]
- Las Vegas/Vereinigte Staaten: Mit Platz 5 im letzten Rennen der Saison holt sich der brasilianische Formel-1-Rennfahrer Nelson Piquet im Brabham-Ford den Fahrer-WM-Titel 1981 vor seinem Teamkollegen Carlos Reutemann aus Argentinien.[12]

### Sonntag, 18. Oktober 1981
- Athen/Griechenland: Bei der Parlamentswahl erreicht die Panhellenische Sozialistische Bewegung (Pasok) erstmals die absolute Mehrheit der Sitze im Parlament. Andreas Papandreou, der die Pasok 1974 gründete, ist damit designierter neuer Regierungschef des Landes.[13]
- Frankfurt am Main/Deutschland: Der sowjetische Schriftsteller und ehemalige Gulag-Insasse Lew Kopelew erhält den Friedenspreis des Deutschen Buchhandels.[14]
- Sydney/Australien: Bei der 3. Junioren-Fußballweltmeisterschaft der FIFA gewinnt die Mannschaft der Bundesrepublik Deutschland im Finale 4:0 gegen Katar.[15]

### Montag, 19. Oktober 1981
- Stockholm/Schweden: Der Japaner Fukui Ken’ichi und der Amerikaner Roald Hoffmann werden in diesem Jahr den Nobelpreis für Chemie erhalten. Die Stiftung ehrt ihre Forschung auf dem Feld der chemischen Reaktion. Der Nobelpreis für Physik wird in diesem Jahr an die Amerikaner Nicolaas Bloembergen und Arthur Leonard Schawlow sowie den Schweden Kai Siegbahn für ihre Arbeiten auf dem Feld der Zerlegung und Analyse von Strahlung (Spektroskopie) verliehen.[16]

### Dienstag, 20. Oktober 1981

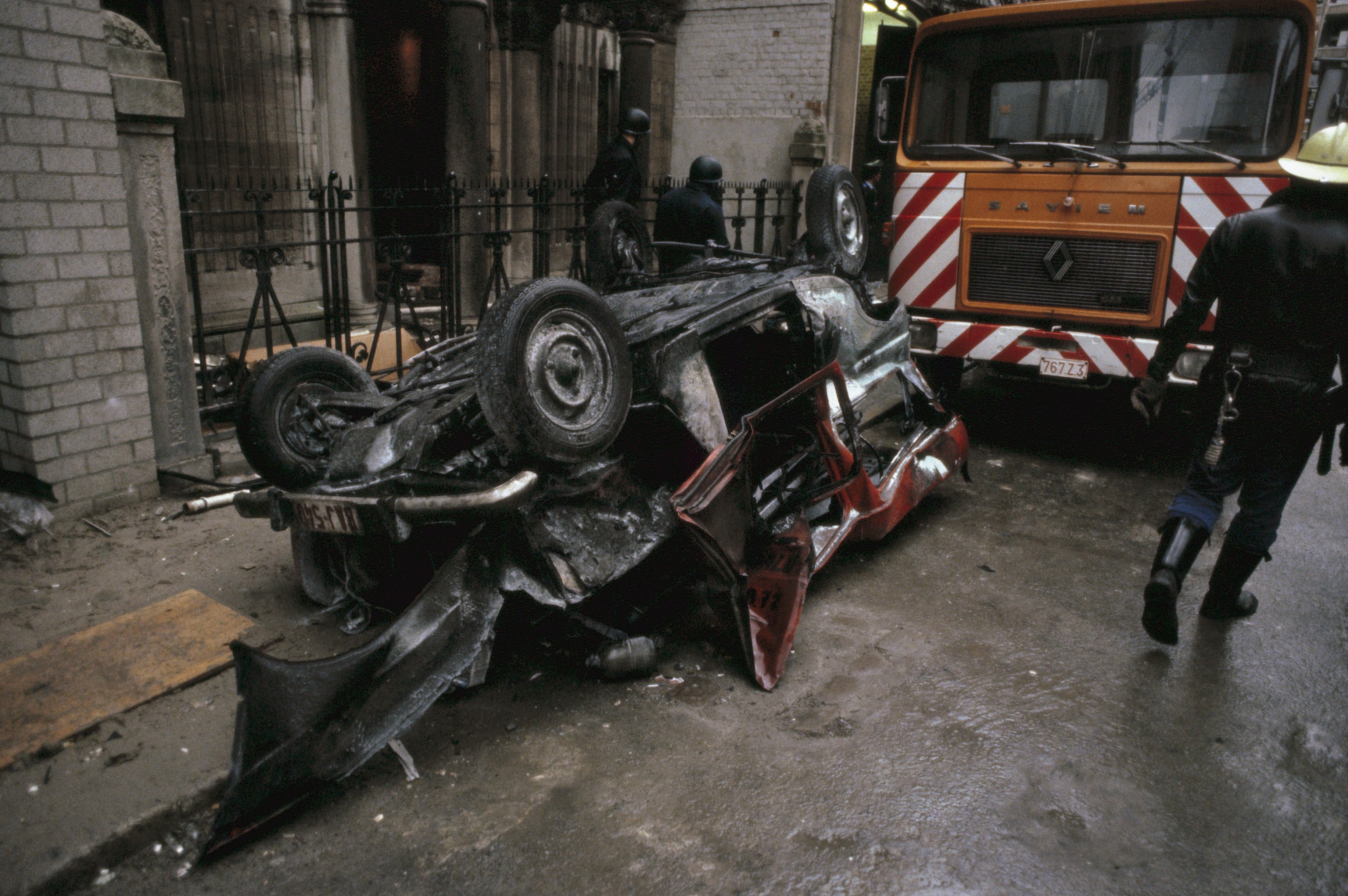
Aufräumarbeiten in Antwerpen

- Antwerpen/Belgien: Vor dem Eingang der sephardischen Synagoge im Zentrum der Stadt explodiert  in einem Lkw kurz vor den Festlichkeiten am jüdischen Tag der Freude der Weisung eine von palästinensischen Terroristen platzierte Bombe. Bei dem Anschlag sterben drei Menschen und mehr als hundert weitere werden verletzt.[17]
- München/Deutschland: Das Bayerische Staatsministerium für Landesentwicklung und Umweltfragen genehmigt die Stilllegung des Schwerwasserreaktors Niederaichbach. Das Kernkraftwerk ging 1973 als Versuchsanlage in Betrieb und wurde wegen wirtschaftlicher und technischer Nachteile gegenüber Leichtwasserreaktoren 1974 wieder abgeschaltet.[18]

### Freitag, 23. Oktober 1981
- Darmstadt/Deutschland: Die Deutsche Akademie für Sprache und Dichtung verleiht den Georg-Büchner-Preis an den Deutschen Martin Walser.[19]

### Sonntag, 25. Oktober 1981
- New York/Vereinigte Staaten: Die Neuseeländerin Allison Roe stellt einen neuen Weltrekord im Damen-Marathon auf. Beim New-York-City-Marathon absolviert sie die 42,195 km in 2 Stunden 25 Minuten 29 Sekunden und unterbietet Grete Waitz' Bestmarke von 1980 um 13 Sekunden.[20]

### Donnerstag, 29. Oktober 1981
- Stuttgart/Deutschland: Das Bundesverwaltungsgericht ordnet ein Berufsverbot für den Beamten der Deutschen Bundespost Hans Peter an. Mit seinem öffentlichen Eintreten für die Deutsche Kommunistische Partei habe Peter seine Dienst- und Treuepflicht gegenüber der Bundesrepublik verletzt.[21]

### Freitag, 30. Oktober 1981

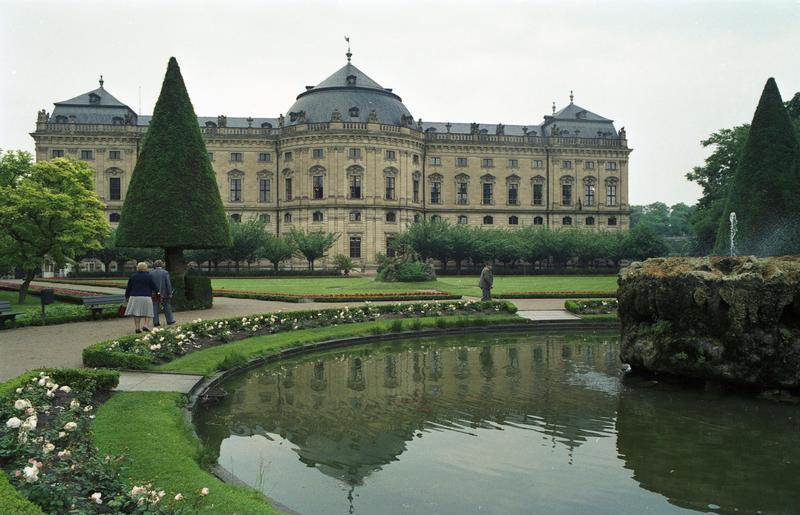
Welterbe: Würzburger Residenz mit dem Hofgarten und dem Residenzplatz

- Sydney/Australien: Die United Nations Educational, Scientific and Cultural Organization (deutsch Organisation der Vereinten Nationen für Erziehung, Wissenschaft und Kultur, kurz UNESCO) nimmt den Speyerer Dom und die Würzburger Residenz als zweiten und dritten deutschen Eintrag in die Liste der UNESCO-Welterbestätten auf.[22]